# USS Measure (AM-263)
USS Measure (AM-263) trałowiec typu Admirable służący w United States Navy w czasie II wojny światowej. Służył na Atlantyku. Przekazany Związkowi Radzieckiemu w programie lend-lease służył na Pacyfiku.
Stępkę okrętu położono 5 czerwca 1943 w stoczni American Shipbuilding Co. w Lorain (Ohio). Zwodowano go 23 października 1943, matką chrzestną była żona Richarda W. Millsa, Jr.. Jednostka weszła do służby 3 maja 1944, pierwszym dowódcą został Lt. Joseph J. Summerell, Jr., USNR.
Brał udział w działaniach II wojny światowej. Przekazany Związkowi Radzieckiemu, służył jako T-275.